# Фьюстел, Эндрю Джей
Эндрю Джей (Дрю) Фьюстел (англ. Andrew Jay (Drew) Feustel; род. 25 августа 1965, Ланкастер, штат Пенсильвания) — астронавт НАСА, геофизик и сейсмолог. Участвовал в трёх космических полётах общей продолжительностью более 225 суток. Первый полёт совершил в мае 2009 года в составе экипажа шаттла «Атлантис» STS-125 для ремонта космического телескопа Хаббл. Второй полёт астронавта состоялся с 16 мая по 1 июня 2011 года в составе экипажа «Индевор» STS-134. В третий полёт отправился 21 марта 2018 года на корабле «Союз МС-08» к Международной космической станции, вернулся на Землю 4 ноября 2018 года. Выполнял обязанности бортинженера экспедиции МКС-55, а затем был командиром экспедиции МКС-56. Совершил девять выходов в открытый космос суммарной продолжительностью — 61 час 48 минут.

## Образование и научная карьера
В 1983 году Эндрю Фьюстел окончил среднюю школу в городе Лейк-Орион (штат Мичиган) и в 1985 году — с отличием Оклендский общественный колледж, получив диплом младшего специалиста. Во время обучения в колледже работал автомехаником в компании International Autoworks, Ltd. и участвовал в реставрации автомобиля «Ягуар» 1950 года выпуска. Затем поступил в Университет Пердью в Индиане, где получил в 1989 году степень бакалавра наук в области изучения твёрдой оболочки Земли и в 1991 году степень магистра наук в области геофизики. Темой его магистерской работы было исследование физических свойств образцов горных пород при повышенных гидростатических давлениях. Будучи студентом, Фьюстел во время летних каникул подрабатывал стекольщиком.
В 1991 году продолжил получать образование в Университете Куинс в городе Кингстон (Канада), где также занимался научно-исследовательской и преподавательской деятельностью. Три года работал геофизиком в сейсмологической группе, устанавливал сейсмологическое оборудование и снимал показания с сейсмических датчиков в шахтах на востоке Канады и США. В 1995 году защитил докторскую диссертацию в области геофизики и сейсмологии в Университете Куинс.
В 1997 году перешёл в компанию Экссон Мобил Эксплорейшн, где продолжил трудиться геофизиком, разрабатывая наземные и морские сейсмические программы и обеспечивая надзор за ними в разных странах мира.

## Космическая подготовка
В июле 2000 года Эндрю Фьюстел был отобран в группу подготовки астронавтов 18-го набора НАСА. С августа 2002 года проходил двухлетнюю космическую подготовку в качестве специалиста полёта. В ходе подготовки освоил пилотирование самолёта на авиационной станции Военно-морских сил США VT-4 в Пенсаколе (штат Флорида). Проходил медицинскую подготовку, тренировки по выживанию в аризонской пустыне и пещерах Италии, на Аляске и в Мексике, зимние тренировки по выживанию на базе канадских ВВС в Квебеке, лётные тренировки в Ванкувере. В рамках подготовки к полёту участвовал в миссии НАСА по операциям в экстремальной окружающей среде (NEEMO).
В октябре 2006 года он был назначен в экипаж шаттла «Атлантис» STS-125 ассистентом руководителя полётом.

## Полёты

### Первый полёт

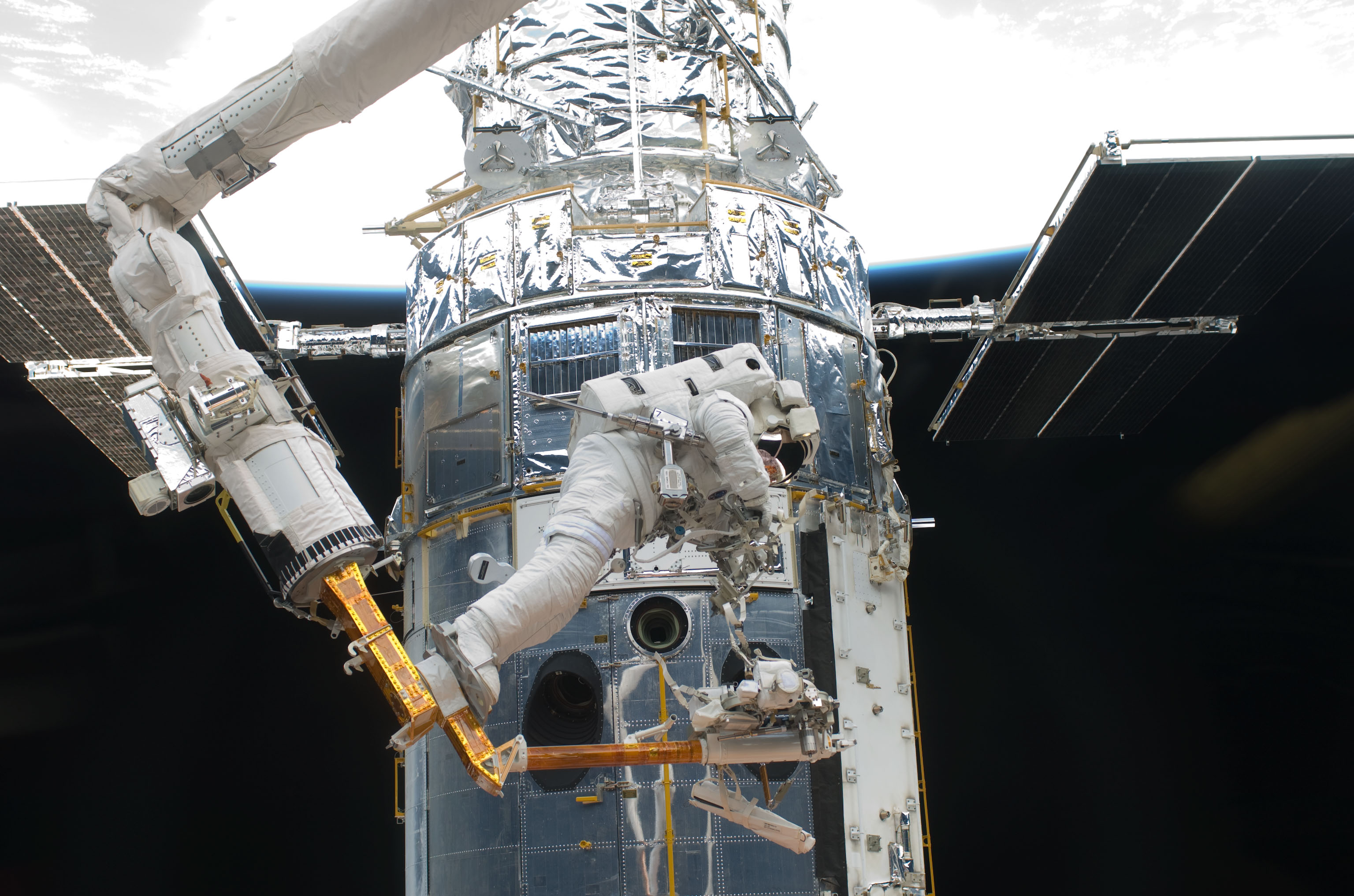
Эндрю Фьюстел выполняет ремонтные работы на телескопе Хаббл (14 мая 2009)

В мае 2009 года Эндрю Фьюстел совершил космический полёт в качестве специалиста полёта в составе экипажа многоразового транспортного космического корабля «Атлантис» STS-125 по программе «Спейс шаттл». Шаттл стартовал 11 мая 2009 года с космодрома Космического центра Кеннеди. Целью полёта была обслуживание и ремонт космического телескопа «Хаббл». Это была пятая и последняя миссия по обслуживанию телескопа. «Хаббл» с помощью робота-манипулятора был закреплён в грузовом отсеке «Атлантиса». Во время полёта Фьюстел выполнил три выхода в открытый космос совместно с астронавтом Джоном Грансфелдом: 14 мая они провели обслуживание телескопа в открытом космосе, 16 мая — установили новый спектрограф и отремонтировали электронный блок обзорной камеры, 18 мая заменили блок аккумуляторов, датчик точного наведения и теплоизоляционные панели телескопа. Суммарная продолжительность выходов в открытый космос Фьюстела составила 20 часов 58 минут. 24 мая 2009 года шаттл «Атлантис» приземлился на взлётно-посадочной полосе военно-воздушной базы Эдвардс в Калифорнии. Время первого полёта Фьюстела в космосе составило 12 суток 21 час 37 минут.
По итогам этой экспедиции из материалов реальной съёмки был создан 45-минутный документальный фильм «Хаббл IMAX 3D» (англ. Hubble 3D), который вышел на экраны в США в формате IMAX 3D 19 марта 2010 года.

### Второй полёт

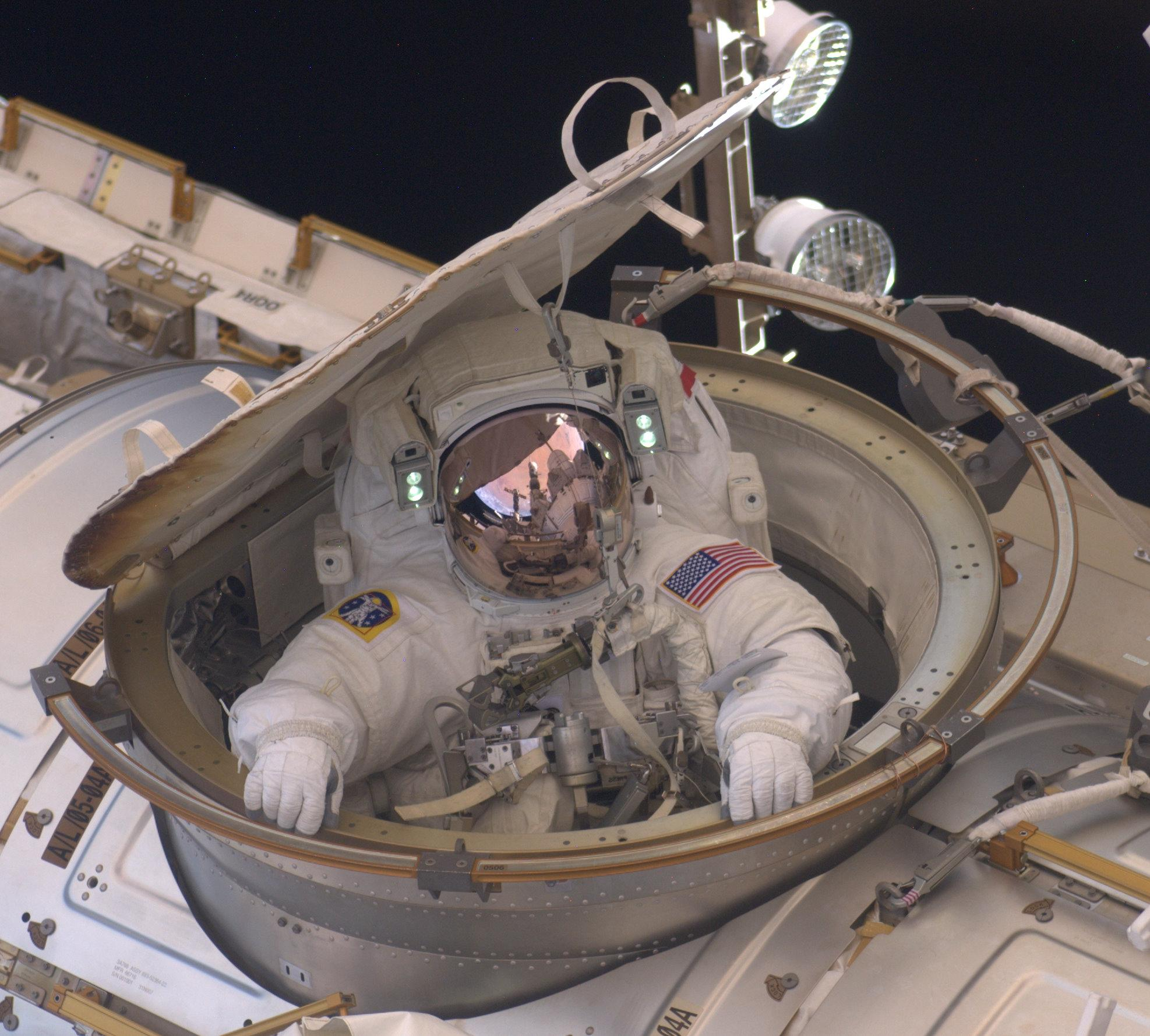
Выход в открытый космос 22 мая 2011 года

В августе 2009 года Эндрю Фьюстел был назначен специалистом полёта шаттла «Индевор» STS-134. Полёт «Индевора» STS-134 состоялся с 16 мая по 1 июня 2011 года. Целью полёта была доставка на Международную космическую станцию и установка магнитного альфа-спектрометра на ферменной конструкции станции. Во время полёта Фьюстел в качестве главного специалиста совершил три выхода в открытый космос общей продолжительностью 21 час 20 минут. 20 мая вместе с астронавтом Грегори Шамитофф в течение 6 часов и 19 минут провёл работы по снятию экспериментальных образцов и установке новых на приборах по исследованию влияния космической среды на внешнюю оболочку станции, астронавты также установили переходники на трубопроводах охладителя и новые коммуникационные антенны станции. Второй и третий выход в открытый космос Фьюстел совершил вместе с астронавтом Майклом Финком: 22 мая они провели перекачку аммиака в радиатор системы охлаждения и обслуживание механизмов вращения панели солнечных батарей МКС, 24 мая — подключили кабели к антеннам беспроводной связи и установили коннектор на модуле «Заря».
Шаттл «Индевор» STS-134 вернулся на Землю 1 июня 2011 года. Во втором полёте Эндрю Фьюстел провёл в космосе 15 дней 17 часов 38 минут.

### Третий полёт

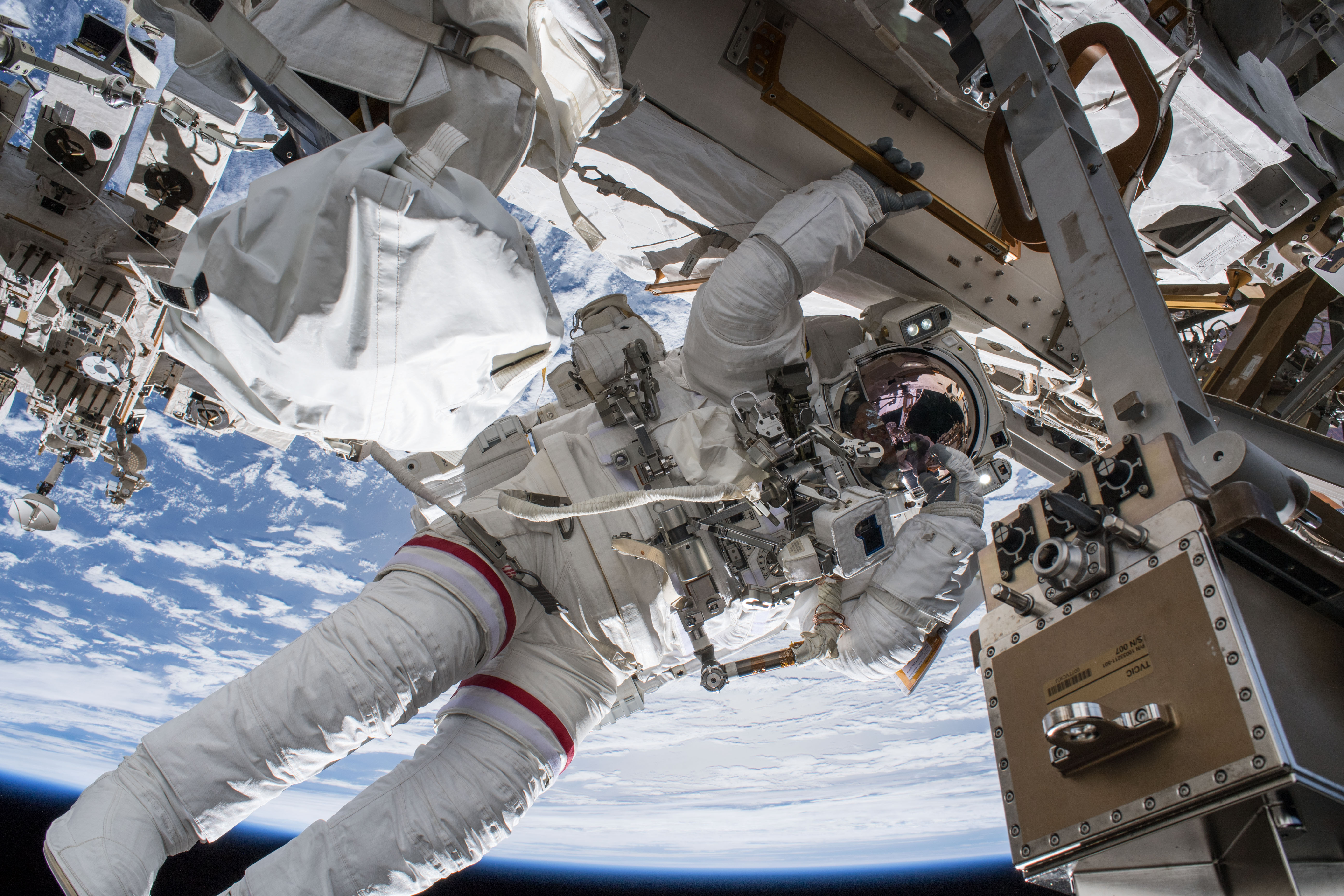
Выход Фьюстела в открытый космос 29 марта 2018 года

С июня 2016 года проходил подготовку в Центре подготовки космонавтов имени Ю. А. Гагарина в составе основного экипажа МКС-55/56 в качестве бортинженера-1 транспортного космического корабля «Союз МС», бортинженера МКС-55 и командира МКС-56.
21 марта 2018 года в 20:44 мск стартовал с «Гагаринского старта» космодрома Байконур на ТПК «Союз МС-08» вместе с космонавтом Олегом Артемьевым и астронавтом Ричардом Арнольдом. Сближение с МКС выполнялось в автоматическом режиме. 23 марта 2018 года в 22:40 мск «Союз МС-08» успешно пристыковался к стыковочному узлу малого исследовательского модуля «Поиск» российского сегмента станции.
Эндрю Фьюстел выполнял обязанности бортинженера в миссии МКС-55, во время которой выполнил вместе с астронавтом Ричардом Арнольдом два выхода в открытый космос. 29 марта астронавты установили на внешней стороне американского модуля «Транквилити» беспроводное коммуникационное оборудование, а затем заменили наружные камеры, с помощью которых ведётся наблюдение за Землёй и произвели замену нескольких насосов в наружном блоке системы терморегулирования станции. 16 мая астронавты провели работы по замене насосов системы терморегулирования станции, заменили наружные камеры видеонаблюдения лабораторного модуля «Дестини» и приёмник системы связи. 24 мая астронавты Скотт Тингл при поддержке Ричарда Арнольда и Эндрю Фьюстела совершили успешный захват грузового корабля «Cygnus» при помощи руки-манипулятора Канадарм, а затем под управлением с Земли пристыковали грузовик к модулю «Юнити».
С 3 июня 2018 года Фьюстел стал командиром космической экспедиции МКС-56. 14 июня 2018 года совершил ещё один выход в открытый космос совместно с Ричардом Арнольдом, во время которого они установили камеры высокого разрешения на внешней поверхности американского модуля «Гармония», необходимые для использования во время стыковки кораблей «Старлайнер» и «Dragon». После этого выхода, Фьюстел поднялся на второе место среди астронавтов НАСА и на третье место в мире по суммарному количеству времени, проведённого в открытом космосе.
4 октября 2018 года спускаемый аппарат ТПК «Союз МС-08» с космонавтом Роскосмоса Олегом Артемьевым, астронавтами NASA Эндрю Фьюстелом и Ричардом Арнольдом совершил посадку на территории Казахстана в 146 километрах юго-восточнее города Жезказган. Продолжительность пребывания в космическом полёте экипажа экспедиции МКС-55/56 составила 196 дней и 18 часов.
Эндрю Фьюстел награждён дважды медалью «За выдающуюся службу» (НАСА).
Статистика
| # | Стартовый корабль  | Старт, UTC           | Экспедиция     | Корабль посадки    | Посадка, UTC      | Налёт                       | Выходы в открытый космос | Время в открытом космосе |
| - | ------------------ | -------------------- | -------------- | ------------------ | ----------------- | --------------------------- | ------------------------ | ------------------------ |
| 1 | «Атлантис» STS-125 | 11.05.2009, 18:01:49 | STS-125        | «Атлантис» STS-125 | 24.05.2009, 15:39 | 12 суток 21 час 37 минут    | 3                        | 20 часов 58 минут        |
| 2 | «Индевор» STS-134  | 16.05.2011, 12:56    | STS-134        | «Индевор» STS-134  | 01.06.2011, 06:35 | 15 суток 17 часов 38 минут  | 3                        | 21 часов 20 минут        |
| 3 | «Союз МС-08»       | 21.03.2018, 17:44    | МКС-55, МКС-56 | Союз МС-08         | 04.10.2018, 11:45 | 196 суток 18 часов 00 минут | 3                        | 19 часов 30 минут        |
|   |                    |                      |                |                    |                   | 225 суток 9 часов 15 минуты | 9                        | 61 час 48 минут          |

## Семья, личная жизнь
Фьюстел познакомился со своей будущей женой Индирой Деви Бхатнагар на первом курсе университета. В их семье двое сыновей — Ари и Аден. 
Видимо, не без влияния супруги, имеющей по материнской линии чешские корни, в широкий спектр интересов Эндрю входят чешская культура и история. В каждый из своих космических полётов он брал на борт МКС знаковые предметы, среди которых были сборник «Космические песни» (1878) чешского поэта и писателя Яна Неруды, рисунок «Лунный свет» еврейского мальчика, отправленного нацистами в концлагерь Терезин. А Кротик,  заглавный герой мультсериала чешского художника Зденека Милера, дважды сопровождал астронавта на орбиту: в 2011 году мягкая игрушка, изображающая этого персонажа, стала символом последней космической миссии шаттла «Индевор», потом в 2018-м Кротик полетел в космос с Фьюстелом на российском корабле «Союз» и почти полгода провёл на МКС вместе с экипажем.
Фьюстел также увлекается картингом, реставрацией старых автомобилей, катанием на лыжах и игрой на гитаре.